# Hjortshøj-Egaa Idrætsforening
Hjortshøj-Egå Idrætsforening, HEI er en idrætsforening, med 3.300 medlemmer der kan spille badminton, basketball, bordtennis, fodbold, håndbold, petanque og tennis samt dyrke gymnastik, ro og svømme. .
Mellem 1982 og 1998 vandt HEI's elitedamefodboldhold Danmarksmesterskabet ti gange.
Klubbens hold   har inden for de sidste 10 år vundet 
- 4 U-12 DM (3 drenge, 1 pige)
- 2 U-10 DM (2 Drenge)
- 1 U-14 DM drenge

Klubben har via deres samarbejde med VRI under navnet HEI/VRI vundet U-16 drenge- DM-sølvmedaljer de sidste to år
Klubben har leveret mange ungdomslandsholdspillere i håndbold, og har lige pt. (Juni 2015) 5 U-17 drengelandsholdspillere.
HEI er en del af U-18 samarbejdet med Aarhus Håndbold hvor klubben har høstet flere danske mesterskaber. I løbet af håndboldsæsonen 2017/2018 lykkedes det for HEI at beholde et hold i tre ligaer. De tre ligaer er hhv. 1. division, 2. division og et hold i Serie 3. HEI's andethold, som er i 2. division  skulle i et vaskeægte nedrykning/oprykningsdrama imellem HEI og Odder IF. Resultatet af kampen endte med en sejr til HEI, så der bliver ikke rokade imellem de to hold.